# Валади
Валади́ (фр. Valady, окс. Valadin) — коммуна во Франции, находится в регионе Окситания. Департамент — Аверон. Входит в состав кантона Марсийак-Валлон. Округ коммуны — Родез.
Код INSEE коммуны — 12288.
Коммуна расположена приблизительно в 490 км к югу от Парижа, в 125 км северо-восточнее Тулузы, в 17 км к северо-западу от Родеза.

## Население
Население коммуны на 2008 год составляло 1467 человек.
| 1962 | 1968 | 1975 | 1982 | 1990 | 1999 | 2008 |
| ---- | ---- | ---- | ---- | ---- | ---- | ---- |
| 780  | 708  | 765  | 927  | 1014 | 1133 | 1467 |

## Экономика
В 2007 году среди 909 человек в трудоспособном возрасте (15—64 лет) 711 были экономически активными, 198 — неактивными (показатель активности — 78,2 %, в 1999 году было 76,7 %). Из 711 активных работали 667 человек (345 мужчин и 322 женщины), безработных было 44 (24 мужчины и 20 женщин). Среди 198 неактивных 64 человека были учениками или студентами, 86 — пенсионерами, 48 были неактивными по другим причинам.

## Фотогалерея
- Двуязычный знак (на французском и окситанском) на въезде в Валади
- Карта коммуны